# 양명공주
양명공주(良明公主)는 《필사본 화랑세기》에 등장하는 신라의 공주로, 신라의 제 26대 왕 진평왕과 보명궁주 사이에서 출생하였다.
미실의 막내아들 보종(宝宗)은 워낙 내사(색사)에 관심이 없어, 어머니인 미실이 직접 여인들을 불러모아 보종을 꾀어내는 자에게 상을 준다고까지 할 정도였다. 이에 양명공주가 꾀를 내어 보종을 유혹하였고, 마침내 보종과 결합하였다. 이후 보종은 보라궁주와 보량궁주를 낳은 이후에는 양명을 멀리 하였다. 이후, 양명공주는 염장공과 결합하여 아들 장명(長明)을 낳았다.
한편, 양명공주가 길몽을 꾸고는 보종과 함께 하기를 원했으나, 보종은 대신 그녀를 조카인 모종(毛宗)과 함께 하도록 하여 그 사이에서 22대 풍월주 양도공이 태어났다.

## 가족관계
- 할아버지: 동륜태자(銅輪, 진흥왕의 아들)
- 할머니: 만호태후 (萬呼太后, 4대 풍월주 이화랑과 지소태후의 딸)
- 아버지: 신라 제 26대 왕 진평왕 (眞平王)
- 어머니: 지소태후의 딸 보명궁주 (宝明宮主)
- 남편: 제 16대 풍월주 보종 (宝宗) - 설화랑과 미실의 아들
  - 딸: 보라궁주 (宝羅宮主, 태종 무열왕의 첫 번째 부인)
  - 딸: 보량궁주 (宝良宮主, 양도공의 부인)
- 남편: 제 17대 풍월주 염장공 (廉長公)
  - 아들: 장명 (長明)
- 남편: 모종 (毛宗, 제 11대 풍월주 하종과 미모(설화랑과 준모의 딸)의 아들)
  - 아들: 제 22대 풍월주 양도공 (良圖公)